# Ruprecht Haensel
Ruprecht Haensel (* 15. September 1935 in Breslau; † 19. Oktober 2009 in Kiel) war ein deutscher Professor, Direktor am Institut für Experimentelle und Angewandte Physik der Universität Kiel und Gründungsdirektor des Europäischen Zentrums für Synchrotronstrahlung in Grenoble.

## Leben
Ruprecht Haensel wurde 1935 in Breslau geboren und studierte Physik an der Ludwig-Maximilians-Universität in München sowie an der Freien Universität Berlin. Bereits in seiner Promotion (1966) widmete er sich seinem Hauptforschungsgebiet, der Synchrotronstrahlung. 1968 wurde er habilitiert. Im Jahre 1974 wurde er Professor und Direktor des damaligen Instituts für Experimentalphysik an der Christian-Albrechts-Universität zu Kiel. Ab 1985 leitet er als Direktor das Institut Laue-Langevin in Grenoble. Im Jahre 1993 kehrte er nach Kiel zurück und wurde 1994 zum Dekan der Mathematisch-Naturwissenschaftlichen Fakultät und 1996 zum Rektor der Universität gewählt. Im Jahr 2000 wurde er emeritiert. Im November 2011 wurde zu seinen Ehren das Ruprecht-Haensel-Labor eingeweiht, eine gemeinsame Einrichtung  von der Universität Kiel und dem DESY mit Standort in Hamburg. 

## Publikationen
- Haensel, Ruprecht: The European Synchrotron Radiation Facility Nuclear Instruments and Methods in Physics Research Section A, Volume 266, Issue 1-3, p. 68-73.
- Haensel, Ruprecht: Comparison of laboratory and synchrotron radiation EXAFS facilities, AIP Conf. Proc., December 1980, Volume 64, pp. 73-83.
- Haensel, Ruprecht: Synchrotron radiation in solid state physics, Springer Berlin / Heidelberg, Volume 15/1975, p. 203-228 ISBN 978-3-528-08021-1.